# Josep Borrell
Josep Borrell Fontelles (La Pobla de Segur, 24 de Abril de 1947) é um político espanhol, foi ministro dos Assuntos Exteriores de Espanha. Foi presidente do Parlamento Europeu de 20 de Julho de 2004 a 16 de Janeiro de 2007. Eleito pelo Partido dos Socialistas da Catalunha (PSC), federado com o Partido Socialista Operário Espanhol (PSOE), encontra-se no Partido Socialista Europeu, e foi o líder da delegação espanhola. 
No voto presidencial, recebeu uma maioria com 388 votos de possíveis 785 à primeira volta. Os outros dois candidatos eram o liberal polaco Bronislaw Geremek (208 votos) e o comunista francês Francis Wurtz (51 votos). Como parte de um acordo com a facção conservadora no parlamento, o Partido Popular Europeu, teve como sucessor o político conservador alemão Hans-Gert Pöttering na segunda parte do seu termo, em 2007.
É desde 1 de dezembro de 2019 o Alto Representante da União para os Negócios Estrangeiros e a Política de Segurança.

## Biografia
Cresceu em La Pobla de Segur, onde o seu pai possuía uma pequena padaria. Teve uma instrução muito básica, suplementada através da leitura, mas pôde terminar o ensino secundário em Lérida. Foi para Barcelona estudar contabilidade industrial, mas deixou um curso um ano depois, em 1965, para ir estudar engenharia aeronáutica na Universidade Técnica de Madrid, graduando-se em 1969. Durante este tempo começou também a estudar ciências econômicas na Universidade Complutense. No verão de 1969 permaneceu em um kibbutz em Israel, onde conheceu a sua futura esposa, a francesa Carolina Mayeur, de quem é divorciado agora.
Em 1975 trabalhou em Madrid como coordenador da companhia de petróleo do estado, juntando-se ao PSOE no mesmo ano, apesar deste ter sido um partido ilegal até fevereiro de 1977. Em 1979 tornou-se um membro do Parlamento de Madrid, cargo que manteve até 1982 quando o novo governo do PSOE de Felipe González o nomeou para um posto dentro do Ministério da Economia, com responsabilidade na política fiscal.
A 28 de Setembro de 2006, Josep Borrell declarou haver países nórdicos na União Europeia que não conheceram os rigores da guerra, demonstrando uma falta do conhecimento de história. Dois dos três países nórdicos que são também membros da UE estiveram envolvidos na Segunda Guerra Mundial: a Finlândia foi atacada pela União Soviética, e a Dinamarca sofreu ocupação alemã. Borrell estava a tentar defender a decisão do Parlamento Europeu de adquirir as suas instalações em Estrasburgo, indicando que muita da oposição vinha dos países que supostamente não teriam experimentado a guerra. As suas observações provocaram críticas nos jornais em todos os países nórdicos. O jornal finlandês de língua sueca Hufvudstadsbladet convidou abertamente Borrell a visitar as sepulturas das vítimas da guerra na Finlândia, enquanto os deputados europeus finlandeses referiram-se ao conhecimento de Borrell sobre a história europeia como "embaraçoso".
No dia seguinte, Borrell reivindicou que estava a referir-se somente à Suécia, pedindo desculpas aos países ofendidos pelas suas palavras. Esta observação serviu somente para aumentar as críticas jornalísticas, tendo jornais dinamarqueses, noruegueses e finlandeses acusado Borrell não só de falta do conhecimento sobre história mas também sobre geografia.